# Фёдор Юрьевич
Фёдор Юрьевич (уб. 1237) — полулегендарный сын рязанского князя Юрия Ингваревича, известный по «Повести о разорении Рязани Батыем».

## Биография
Согласно повести, руководил рязанским посольством перед монгольским нашествием на Русь в ставку Батыя на пограничную реку Воронеж. Известен своим доблестным отказом отдать в наложницы Батыю свою жену Евпраксию:
«Не годится нам, христианам, водить к тебе, нечестивому царю, жен своих на блуд. Когда нас одолеешь, тогда и женами нашими владеть будешь».
Получив известие о гибели Фёдора (по другим источникам — после захвата крепости Батыем), его жена с малолетним сыном Иваном-Постником бросилась с крепостной стены.
После этого, по версии повести, рязанские и муромские князья со своими дружинами вышли против монголов на битву на реку Воронеж и были разбиты. Затем, 21 декабря 1237 года, монголы разрушили Рязань (Старую).

## Семья
- Жена (брак ок. 1231) — Евпраксия — византийская принцесса[2]
- Сын — Иван-Постник Фёдорович (р. ок. 1231 — ум. 1237)[2]

## Образ в кино
- «Татары» (1961) — показан как «конунг викингов» «Олег Храбрый», роль исполняет Виктор Мэтьюр
- «Легенда о Коловрате» (2017) — роль исполняет Илья Антоненко